# Topònims de Pessonada
Llistat de topònims del territori del poble de Pessonada, de l'antic terme municipal d'Hortoneda de la Conca, actualment integrat en el de Conca de Dalt, del Pallars Jussà, presents a la Viquipèdia.

## Cabanes
- Cabana de Marta
- Cabana del Miqueló

## Corrals
- Corral del Torró

## Esglésies

### Romàniques
- Mare de Déu de la Plana

### D'altres èpoques
- Santa Maria de Pessonada

## Geografia

### Boscos
- Bosc de Pessonada

### Camps de conreu
| - Les Arguiles - Les Cadolles - Colomina | - Els Noguers de Santa - Les Quadres | - Les Ribes Roies - Pla de la Torre | - Viars - La Vinya |

### Clots
- Clot de Rocalta

### Collades
- Coll d'Estessa
- La Portella

### Corrents d'aigua
| - Llau de les Arguiles - Barranc de les Cadolles | - Llau de Cotura - Barranc de les Lleres | - Llau de la Marrada - Torrent Salat | - Llau de Sellent |

### Diversos
- Desarrocat
- Els Escaligons

### Entitats de població
- Pessonada

### Feixancs
- Feixancs de la Tremor

### Muntanyes
| - Tossal de Montserè - Pico Fred | - Rocalta | - Tossal de Sant Martí | - Tossal de Sant Pere |

### Obagues
| - Obaga del Pico Fred | - Obaga de Rocalta | - Obaga dels Tolls |  |

### Partides rurals
| - L'Abeurada - La Feixa - Hortells | - Llagunes - Obés | - La Plana - Lo Pou | - El Pui Fals - La Tremor |

### Roques
- Roc de la Feixa
- Roquissot

### Serres
| - Serrat Gros | - Serra de Pessonada | - Serra del Pico Fred | - Serra de Sant Esteve |

### Vies de comunicació
| - Camí del Camp - Camí de la Capella - Camí de Carreu - Camí de les Collades | - Camí de Llagunes - Camí de Toís i Travet - Camí de Vilanoveta - Camí vell de Pessonada | - Camí vell de Pessonada a Herba-savina - Camí vell de Pessonada a Hortoneda - Carretera de Pessonada, des d'Aramunt | - Carretera de Pessonada, des de Sant Martí de Canals - Pista del Roc de Torrent Pregon |